# 桑国卫
桑國衛（1941年11月11日—2023年12月7日），男，祖籍浙江吴兴，生于上海，中华人民共和国政治人物，原副国级领导人，中国临床药理学家，中国工程院院士，研究员、博士生导师。上海第一医学院医学系药理专业研究生毕业。曾任农工民主党第十四届中央委员会主席，第十一届全國人大常委會副委员长、中国药品生物制品检定所研究员，中国药学会理事长。

## 生平
1966年，桑國衛在上海第一医学院完成研究生学习后，被分配到浙江省医学科学院工作；并历任药物研究所研究实习员、助理研究员，药物研究所兼计划生育所副研究员、研究员、所长、世界卫生组织人类生殖研究合作中心主任，浙江省医学科学院副院长等职。其间，桑國衛还先后在剑桥大学生理系、英国伦敦大学皇家医学研究生院临床药理及甾体生化系进修，并获临床药理证书。
1996年11月加入中国农工民主党。1997年，桑國衛步入政坛，出任浙江省卫生厅副厅长；一年后，升任浙江省人民政府省长助理。没多久，他被调到北京，出任国家食品药品监督管理局副局长。在这期间，桑國衛还曾兼任国家药典委员会秘书长，中国药品生物制品检定所所长，中国生物制品标准化委员会主任委员，世界卫生组织药品质量控制研究与培训合作中心主任，中国工程院医药卫生学部副主任等职。
2003年3月，在第十届全国人大一次会上，桑國衛当选为全国人大常委会委员。2007年12月15日，在农工民主党十四届一中全上，他当选为农工民主党中央主席。
2023年12月7日17时10分，桑国卫因病在北京逝世，享年82岁。12月11日，桑国卫遺體在北京八宝山革命公墓火化。

## 社会兼职
桑国卫曾担任世界卫生组织长效避孕药专家指导委员会委员，美国康奈尔大学医学院临床药理系及内科客座教授，国际药理联合会理事等职。